# スヴェン＝オロフ・ワルドフ
スヴェン＝オロフ・ワルドフ（Sven-Olof Walldoff、1929年5月2日 - 2011年6月7日）は、スウェーデンの音楽プロデューサー、作曲家、指揮者。エーレブルー県アスケシュンド出身。
ユーロビジョン・ソング・コンテスト1974でABBAの『恋のウォータールー』を演奏した際に、ナポレオン・ボナパルトのコスチュームで指揮を行っている。ABBAのアルバムである『Ring, Ring』の製作にも参加している。